# ネパールの大統領
ネパールの大統領（ネパールのだいとうりょう、ネパール語: संघीय प्रजातान्त्रिक गणतन्त्र नेपालको राष्ट्रपति）は、ネパールの元首たる大統領である。

## 沿革
2007年1月に王国議会下院は暫定憲法を採択され、国王の統治権が削除された。君主制の停止中、首相であるギリジャー・プラサード・コイララが暫定元首を兼任した。
2008年5月28日、制憲議会は政体を連邦民主共和制とする決議を行い、247年に亘る君主制を廃止し共和制を導入した。

## 資格
45歳以上の連邦議会議員で、法による不適格要件が無い者。大統領を通算2期務めた者は立候補資格がない。

## 選出
連邦議会議員と州議会議員で構成される選挙人団による間接選挙で過半数の得票で当選。過半数の得票を得た候補者がいない場合、上位2名による決選投票で選出する。

## 大統領の一覧
| ネパール王国           |                                                |        |                                |                               |                                |             |                                                                |
| 代                     | 元首                                           | 元首   | 所属政党                       | 期                            | 在任期間                       | 在任期間    | 備考                                                           |
| 00－                   | ギリジャー・プラサード・コイララ गिरिजा प्रसाद कोइराला |        | ネパール会議派 （NC）          | －                            | 2007年1月15日 - 2008年7月23日  | 1年 + 190日 | 暫定元首 （首相）                                              |
| ネパール連邦民主共和国 |                                                |        |                                |                               |                                |             |                                                                |
| 代                     | 大統領                                         | 大統領 | 所属政党                       | 期                            | 在任期間                       | 在任期間    | 備考                                                           |
| 001                    | ラーム・バラン・ヤーダブ रामवरण यादव             |        | ネパール会議派 （NC）          | 1                             | 2008年7月23日 - 2015年10月29日 | 7年 + 98日  | 任期特例                                                       |
| 002                    | ビドヤ・デビ・バンダリ विद्यादेवी भण्डारी              |        | ネパール統一共産党 （CPN–UML） | 2                             | 2015年10月29日 - 2018年1月15日 | 9年 + 220日 | 2020年に「ネパール連邦民主共和国」から「ネパール」に国名変更。 |
| 002                    | ビドヤ・デビ・バンダリ विद्यादेवी भण्डारी              | 3      | ネパール統一共産党 （CPN–UML） | 2018年1月15日 - 2023年3月13日 |                                | 9年 + 220日 |                                                                |
| 003                    | ラム・チャンドラ・パウデル रामचन्द्र पौडेल          |        | ネパール会議派 （NC）          | 4                             | 2023年3月13日 -（現職）        | 2年 + 85日  |                                                                |